# OLERA
『OLÉRA』（オレーラ）は、TBSラジオで、2014年9月30日から半年間放送されたラジオの生ワイド番組。

## 概要
40代・50代の男性をターゲットに「OLÉRAライフを楽しく過ごすため」のさまざまな情報を「中年感バツグンのOLÉRA世代」にあたるパーソナリティのトークを中心にして、選曲・話題、それにスタジオゲストに至るまで、「懐かしくてたまらない」チョイスを満載して送る。
なお、タイトルの「OLÉRA」とは、「『俺ら』をもじってつけた、主に40代・50代の男性を指す番組オリジナルの造語」である。
また、21時台には内包コーナーとして「片岡鶴太郎 今宵も神の雫」が放送される。

## 放送時間
- 火曜 - 金曜 20:00 - 22:00
  - 内包コーナー「片岡鶴太郎 今宵も神の雫」 火曜 - 金曜 21:35 - 21:42

## 出演者
左からパーソナリティ／アシスタント・リポーター（当時TBSテレビアナウンサー）
- 火曜日：ブラザートム／外山惠理・安東弘樹
- 水曜日：角田晃広（東京03）／外山惠理・土井敏之
- 木曜日：緋田康人／堀井美香・小林豊
- 金曜日：増子直純（怒髪天）／秋沢淳子・斎藤哲也

※リポーターで何らかの理由で出演できない場合は、他曜日担当のリポーターが代理で出演する。

### 上記以外
- OLÉRAセレクション担当：小森谷徹
- 今宵も神の雫：片岡鶴太郎・竹本聡子

## 変則放送など
レギュラー放送では出演者の都合により、変則的な放送を行うことがある。
- 2014年12月11・12日…木曜と金曜のレギュラー陣をそっくり入れ替えて放送。なお、この週は聴取率調査週間に指定されていた。
- 2015年1月21日…外山アナが当日のテレビ「ひるおび!」出演後にインフルエンザに罹患していた事が判明し、急遽秋沢アナが代役出演。
- 2015年1月30日…増子の代わりにコーナー担当の小森谷が全編出演。
※増子については、本人がボーカルを務める怒髪天が金曜夜にライブ（会場は東京から遠隔地）を開催することがあるため。
- 2015年4月24日…レギュラー放送終了後のこの日に『OLÉRAスペシャル お悩み相談電リク from 70's to 90's』と題して、関東ローカル扱いで特別番組を放送[3]。トム・角田・緋田・増子の4人が揃い、堀井アナが進行アシスタントを務めた。

## コーナー企画
- OLÉRAリポート・おじさんアナが行く
- OLÉRAセレクション
- OLÉRA談話室
- あしたの昼メシ占い

## ネット局
いずれの局も火曜 - 金曜の放送。特別番組・野球中継のため休止の場合あり。また、TBSの特別番組・野球中継のためネット局のみの裏送りになる場合がある。

### 20:00 - 22:00
- 東北放送

### 20:00 - 21:50
- 静岡放送

### 20:00 - 21:00
- 青森放送
- IBC岩手放送
- 秋田放送
- 新潟放送
- 信越放送
- 山梨放送
- 福井放送
- 山陰放送
- 山陽放送
- 中国放送
- 山口放送
- 南海放送
- 高知放送
- 長崎放送（NBCラジオ佐賀を含む）
- 大分放送
- 宮崎放送
- 南日本放送

### 20:00 - 20:50
- CBCラジオ

## オープニングテーマ
- ソウル地下鉄（ソー・バッド・レビュー）